# Sebastian Gishamer

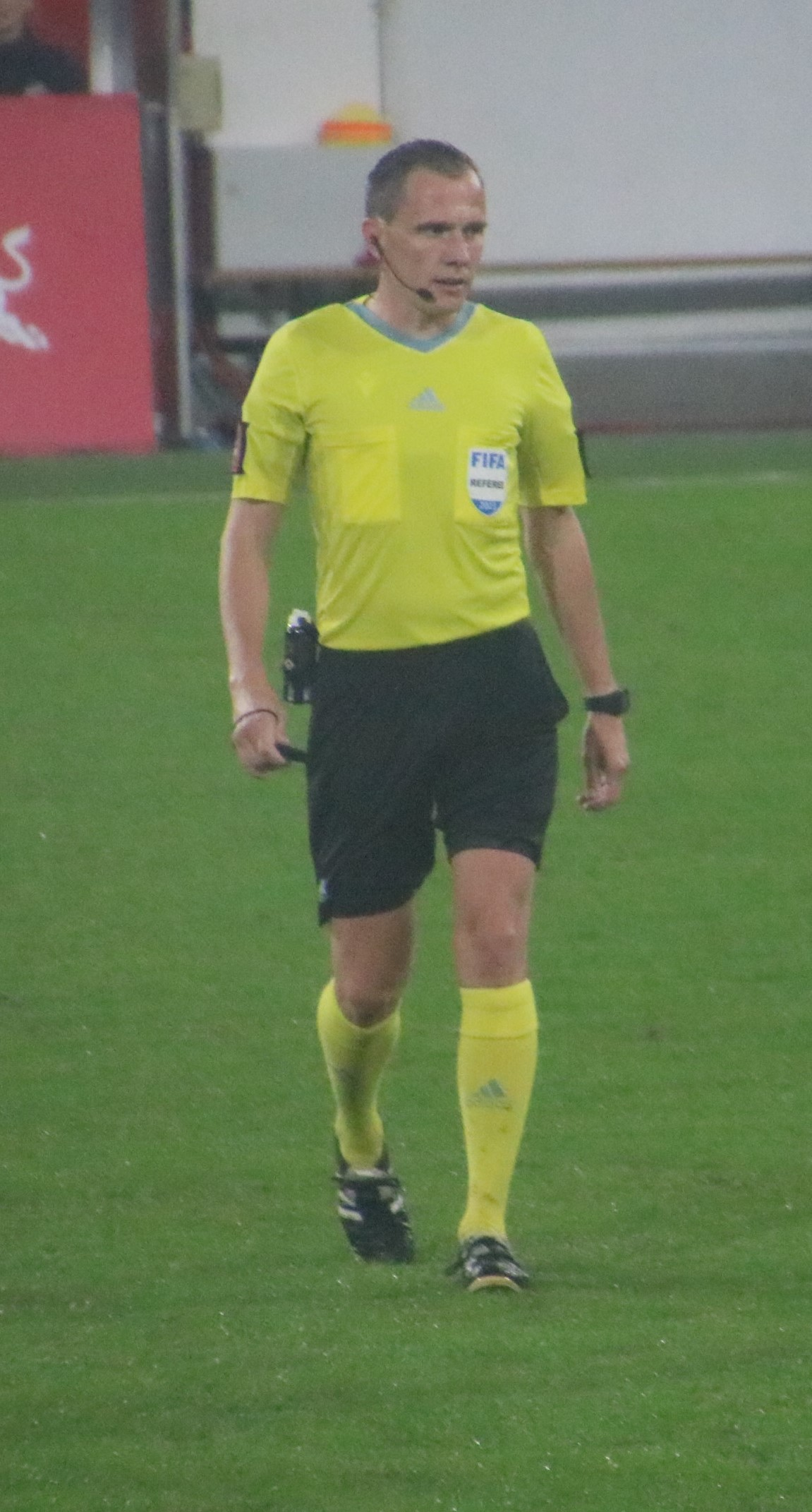
Sebastian Gishamer (2023)

Sebastian Gishamer (* 13. Oktober 1988) ist ein österreichischer Fußballschiedsrichter. Er gehört dem Schiedsrichterkollegium des Salzburger Fußballverbandes an. Seit 2019 steht er auf der FIFA-Liste.

## Karriere

### Als Schiedsrichter
Gishamer, der dem Landesverband Salzburg angehört, ist seit 2004 Schiedsrichter. Bereits als 20-Jähriger schaffte er den Sprung in die Regionalliga West, die dritthöchste Leistungsstufe in Österreich. Sein erstes Spiel leitete er am 26. September 2008 mit der Begegnung TSV St. Johann gegen FC Anif (4:0). Nicht einmal ein Jahr danach, am 14. August 2009, durfte er mit der Begegnung SC Schwaz gegen WSG Wattens (0:3) sein erstes Spiel im ÖFB-Cup leiten.
Am 8. April 2013 durfte Gishamer mit erst 24 Jahren sein Debüt als Schiedsrichter in der Ersten Liga – Österreichs zweithöchster Spielklasse – geben. Er leitete das Spiel zwischen dem Kapfenberger SV und dem SCR Altach (2:2), in dem er sieben gelbe Karten verteilte, davon alle in der zweiten Spielhälfte. Zur Saison 2016/17 gelang ihm schließlich der Aufstieg in die Bundesliga. Bisherige Höhepunkte seiner nationalen Laufbahn waren unter anderem die Einsätze in der Abstiegsrelegation 2020/21 sowie in den Europacup-Play-Offs 2021/22 und 2023/24. Im Mai 2024 wurde er mit der Leitung des ÖFB-Cup-Finales zwischen SK Sturm Graz und Rapid Wien betraut, welches die Steirer zum zweiten Mal in Folge gewinnen konnten.
Zum Jahresbeginn 2019 meldete ihn der Österreichische Fußballverband für die FIFA-Liste, was ihn zur Leitung internationaler Partien berechtigt. Sein offizielles Debüt auf diesem Parkett gab Gishamer im März desselben Jahres in der Qualifikation zur U-17-EM bei der Partie Spanien gegen Kosovo. Sein erstes A-Länderspiel folgte dann im Juli 2020 in der Testbegegnung zwischen Slowenien und San Marino.
Seit der Saison 2023/24 zählt Gishamer zur Gruppe der UEFA-First-Category-Schiedsrichter und leitet Spiele der europäischen Vereinswettbewerbe Europa League und Conference League.

### Als Schiedsrichterassistent
Gleichzeitig mit dem Sprung in die Regionalliga wurde Gishamer in die Reihe der Schiedsrichterassistenten der Ersten Liga aufgenommen, wo er am 1. August 2008 sein Debüt beim Spiel DSV Leoben gegen SKN St. Pölten (2:1) an der Seite von Bernhard Brugger gab. Am 18. Juli 2009 durfte er erstmals in der österreichischen Bundesliga, abermals an der Seite von Bernhard Brugger, beim Spiel LASK Linz gegen SV Mattersburg (4:0) als Schiedsrichterassistent auftreten.
Erstmals internationale Luft durfte Gishamer am 24. Oktober 2010 schnuppern, als er als Assistent von Bernhard Brugger in der Schweizer Super League beim Spiel FC St. Gallen gegen den FC Basel (1:3) im Einsatz war. Ein erster Höhepunkt in der Karriere von Gishamer war aber sein erster internationaler Einsatz in der UEFA Europa League. Am 9. August 2012 durfte er Oliver Drachta in der dritten Qualifikationsrunde im Spiel ND Mura 05 gegen Arsenal Kiew (0:2) assistieren. Nach seinem Aufstieg in die Bundesliga als Schiedsrichter, schied Gishamer als Assistent aus.

## Privates
Gishamer ist studierter Bauingenieur und betreibt ein Planungs- und Architekturbüro mit Sitz im deutschen Berchtesgaden. Zudem ist er an mehreren Immobilienfirmen beteiligt. Er lebt mit seiner Frau und den beiden gemeinsamen Kindern in Seekirchen am Wallersee.